# Ультраправые на Украине
Ультрапра́вые на Украи́не (укр. ультраправі в Україні) представлены рядом групп, организаций и политических партий и их членов.
Ультраправые в Украине не имеют политической силы. В 2022 году представители ультраправых политических групп в местных советах занимают только 2 места из 12000. С середины 2000-х годов количество и серьезность преступлений на почве ненависти в Украине уменьшались. Ультраправым в Украине не удалось создать стабильные структуры, они находятся на периферии с 1991 года, когда Украина стала независимой, не представлены в парламенте и не имеют существенного влияния на власть. Праворадикальные партии редко когда получали более 3% голосов избирателей и получали всего несколько мест в одномандатных округах. Никогда ультраправый кандидат в президенты не получал более 5%.
Ультраправые радикалы, в том числе неонацисты по собственному признанию, участвовали в конфликте с Россией, переросшем в войну. Они сыграли роль в первые месяцы конфликта весной и летом 2014 года, но их роль часто переоценивается. Более серьёзное влияние в политическом и военном смысле оказали праворадикалы, используемые Россией на стороне сепаратистов в Донецке и Луганске. Со временем их роль уменьшилась с обеих сторон.
К концу 2014 года ультраправые откатились обратно на задворки политической жизни Украины, где они были почти на всем протяжении независимой Украины. Однако в контролируемых Россией ДНР и ЛНР власть приняла право-консервативное направление, и использует ксенофобию в своей идеологии и посланиях.
«Украинские нацисты» стали центральной темой российской пропаганды во время войны с Украиной. 24 февраля 2022 года российские интернет-пресса и блоги начали беспрецедентную кампанию по оправданию российского вторжения с помощью создания ложной картины Украины как захваченной ультраправыми экстремистами. Оправдание российских преступлений в Буче с помощью обвинений украинцев в нацизме помогает россиянам преодолеть возникающие внутренние противоречия.

Флаг движения «Правый сектор»

## Генезис явления
Украина стремится присоединиться к Западу, что требует гарантий прав человека и соответствия нормам международного права. Однако медленные темпы экономического развития разочаровали многих, кто ожидал быстрого подъема уровня жизни; с середины 1990-х годов стало заметно недовольство населения. Националистические и правоэкстремистские партии подпитывали недовольство и использовали его для поддержания своих движений. По историческим причинам эти группы находят большую часть своих сторонников в регионах Западной Украине (Галичина), где до Второй мировой войны проживало наибольшее количество евреев и где во время войны было активно украинское движение за независимость. Они берут пример с Симона Петлюры, Дмитрия Донцова и Степана Бандеры, важнейших идеологов украинской независимости межвоенного периода. На первом месте в повестке дня Конгресса украинских националистов, Украинской консервативной республиканской партии и УНА-УНСО стояло освобождение страны от «великорусского ига». Однако имеют место и антисемитские лозунги.
Как правило, в странах Восточной Европы симпатизантами ультраправых движений становятся представители рабочего класса. Мотивацией такого политического выбора часто оказывается ненависть к нуворишам и разнообразным меньшинствам, которые или причастны к криминалу, или, по мнению неонацистов, просто «должны знать своё место». Группы национальных меньшинств (евреи, цыгане и другие) входят в состав всех восточноевропейских государств, и они представляют собой удобные «объекты» для выплёскивания, по выражению П. Меркла, «ксенофобии и параноидального страха». Тем не менее некоторые народы Восточной Европы — чехи, поляки, словаки, венгры, прибалты — демонстрируют гораздо более положительное отношение к демократическому обустройству общества, чем, например, русские, украинцы, белорусы, болгары или румыны. Более демократические традиции дают шанс держать в узде праворадикальные силы и не позволить им получить власть в свои руки.
В силу ряда обстоятельств в своём развитии ультраправая среда на Украине эволюционировала в двух различных направлениях: как официальные политические партии и как совокупность сетевых сообществ, радикальных группировок и полувоенных формирований, состоящих из добровольцев с праворадикальными взглядами. Отмечается, что спектр правого крыла украинского национализма имеет очень неоднородный состав, однако в нём выделяются несколько ключевых организаций. В первую очередь это Украинская национальная ассамблея — Украинская народная самооборона (УНА-УНСО), держащая курс на построение прозападного унитаристского националистического государства. Эта организация принимала участие в военных конфликтах на стороне Грузии против Абхазии в 1993 году и на стороне чеченских сепаратистов против российских войск. В середине 1990-х годов резко возрос уровень её шовинизма и экстремизма, а в 1994 году было заявлено намерение получить власть внепарламентскими средствами.
Помимо УНА-УНСО, много внимания к себе привлекла популистская партия «Свобода», а также организация «Державная самостийность Украины», стремящаяся к созданию этнически однородной Украины и обещавшая устроить лагеря интернирования для русских. Эта партия отказывалась пускать в свои ряды кого-либо, кроме украинцев, подвергала своим нападкам коммунистов и продемократических националистов, выступала против смешанных браков и иммиграции в страну представителей других национальностей, а также призывала к депортации из Украины тех евреев, цыган и армян, которые не были её постоянными жителями. В конце концов партия ушла с политической арены, а затем прекратила своё существование.
В 2013 году появилось объединение «Правый сектор», которое выполняло функции выступавшей против России «милиции» и изначально развивалось как формирование для радикальной внеполитической борьбы. Оно включало боевиков организаций «Тризуб», «Патриот Украины», УНА-УНСО, «Белый Молот» и ряда других. Вместе с тем каждая из них имела ультранационалистические взгляды, обладала полувоенной организацией и не имела возможности быть представленной в украинской политической жизни.
В Евромайдане также участвовали представители праворадикальных партий. Несмотря на своё относительно небольшое количество, они проявили высокий уровень активности и стали видимым меньшинством в общем количестве протестующих. Было отмечено, что способность правых экстремистов быстро мобилизовать свою сеть сторонников стала критическим фактором силового противостояния, но им не удалось его задействовать в избирательном процессе — например, на выборах в мае 2014 года.
В ходе смены власти 2014 года и после неё широко использовалась символика Организации украинских националистов и её лидера Степана Бандеры. Ряд символов украинских радикалов являются очевидным наследием нацистских эмблем и лозунгов, таких как, например, «Вольфсангель» с эмблемы немецкой дивизии СС «Рейх». Этот знак используется Социал-националистической партией Украины, затем объединением «Свобода», а также целым рядом украинских и европейских неонацистских формирований.
C 2014 по 2016 год наблюдался заметный рост социальной роли ранее маргинальных праворадикальных группировок в связи с их участием в военных действиях на востоке Украины. Продолжающаяся российская агрессия предоставила им возможность проявить себя как защитников родины и, таким образом, расширить свое общественное влияние за пределы «сумасшедших маргиналов».

## Идеология
Ключевые идеи радикально правых группировок основаны на традиционном украинском национализме и тесно с ним переплетены, однако следует различать эти явления. Украинский национализм приобрёл особо сильные позиции лишь на Западной Украине. Именно там в межвоенные годы в противостоянии жёстким репрессиям польских властей прочно укоренился украиноцентризм как реакция на неудачу после всех попыток получения независимости периода 1917—1920 годов. Дальнейшее историческое наследие таких организаций, как ОУН и УПА, прошло период мифологизации и романтизации постсоветского периода. Многие бывшие члены этих организаций после Второй мировой войны осели в странах Запада и, по заключению шведского историка Пера Рудлинга, разработали для самообслуживания свою собственную историческую мифологию, которая прославляла боевиков ОУН-УПА и игнорировала их военные преступления. Все националистические течения Украины объявляли себя законными наследниками идеологии ОУН-УПА и всячески подчёркивали свою связь с ними.
Отличием от России является отсутствие «красно-коричневого» альянса (старых коммунистов и националистов или фашистов), который можно увидеть среди российских антисемитских радикалов.
Проводя сравнительное описание ультраправого радикализма в странах Восточной Европы германский социолог Иоахим Керстен указал, что научное определение этого понятия имеет нечёткие границы, однако его ключевыми элементами являются ксенофобия, расизм, антисемитизм, авторитаризм, антипарламентаризм и идеология объединённой и этнически однородной нации. Нередко этот идеологический фундамент оказывается связан с отрицанием Холокоста, принижением преступлений национал-социализма и нацистской Германии.
Исследованию украинского правого радикализма уделил много внимания консультант корпорации RAND из Гарварда Роман Солчаник. В своей книге он указывает, что для всех ультраправых сил на Украине характерен иррационализм, антидемократические настроения, нетерпимость к «пришлым» и подчёркнутая приверженность к настоящим или воображаемым традиционным ценностям. Обычно, радикально правые движения на Украине связаны с украинским национализмом, однако они не идентичны ему полностью. Такая характеристика в полной мере касается и политических партий, и внепарламентских движений. При этом, не следует смешивать популистские крайне правые партии и все остальные формы ультраправых объединений, включая неофашистские и неонацистские группировки.
Неотъемлемой чертой всего политического ландшафта Украины является политический регионализм, который проявляется на всех парламентских и президентских выборах. Его часто упрощённо представляют как противостояние востока и запада страны. Электорат всех партий ультраправого крыла по большей части сосредоточен на западе страны, который включает в себя Львовскую, Тернопольскую и Ивано-Франковскую области. По состоянию на 1999 год население высокоурбанизированных и промышленно развитых восточных регионов представлено этническими русскими и преимущественно русскоязычными гражданами, которые благосклонно расположены к экономической интеграции с Российской Федерацией. При этом жители западных областей страны крайне настороженно относятся к России и отдают предпочтение западным моделям политического и экономического развития.
В своём публичном дискурсе ультраправые украинские силы редко делают различия между политической и экономической элитами общества. Образцом такой линии поведения стала крайне правая организация УНА-УНСО, которую даже документы американского посольства не стеснялись характеризовать как фашистскую.
В своих общественных выступлениях руководство украинских крайнеправых открыто проявляет явный антисемитизм, который имеет под собой самые разнообразные факторы мотивации. Одним из ярких примеров таких лидеров является представитель общеукраинского объединения «Свобода» Олег Тягнибок, призывавший украинскую молодёжь очистить Украину от «русско-еврейской мафии», которая по его мнению управляет страной. При этом «источником вдохновения» для радикально правых на Украине служат националистические организации ОУН и УПА, чьи преступления систематически игнорируются. Так, например, замалчивается причастность к еврейским погромам, а также к акциям массового уничтожения украинских и польских граждан. С этими погромами нередко связывают крайне спорную фигуру Степана Бандеры, которого считают героем во многих регионах Украины и военным преступником в Германии, Польше и Израиле.
Общее количество евреев, живущих на Украине не велико, хотя в начале XX века во многих западноукраинских городах они составляли значительную долю населения. Как следствие, наличие жёсткой антиеврейской риторики в отсутствие евреев в некоторых публикациях оценивается как одна из самых интересных сторон украинского правого радикализма, а само это явление получило название «антисемитизма без евреев». Эту модель, при которой врагом народа объявляется группа этнических меньшинств, можно назвать классической. Но если в Западной Европе ненависть ультраправых обычно относится к сообществу пришлыx иммигрантов, то в Восточной Европе — к этнонациональным общинам из коренных местных жителей.
Ультранационалистическая группа «Державная самостийность Украины», не имеющая мест в парламенте, говорит о «неизбежном объединении» всех этнически украинских регионов, которые в настоящее время «находятся» под юрисдикцией других государств, что отсылает к России. «Непокорённая нация» («Нескорена нація»), орган «Державной самостийности Украины», выступает как против русских, так и против «всемирного еврейского заговора», по их мнению, направленного на порабощение Украины. Авторы изданий «Незборима нація», «Голос нації» и «За вільну Україну» в качестве источников используют антисемитские произведения «Протоколы сионских мудрецов», «Международное еврейство» Генри Форда, «Миф двадцатого века» Альфреда Розенберга и «Майн кампф» Адольфа Гитлера.
Ряд украинских праворадикалов в построении своей идеологии используют мифические и мистические элементы. По их утверждениям, Украина, была землёй, породившей «арийскую расу», от которой произошли все индоевропейские народы. Поэтому у страны есть особая мессианская задача — восстановление Великой Украины, которая будет сражаться со злом, то есть с космополитическими евреями, ведущими человечество в пропасть. В рамках этой «арийско-украинской» миссии Иисус изображается украинцем, а ориентированная в прошлом на Москву Украинская православная церковь Московского патриархата идеальным союзником против «масонов-сионистов», стремящихся обеспечить приход антихриста и гибель православия. Однако эти националистические группы играют относительно маргинальную роль в политической жизни страны.

## Динамика
После революции 2004 года пророссийские силы в Украине использовали партию «Свобода» для усиления влияния России. После победы Януковича в 2010 году его правительство, Партия Регионов и лояльные ему олигархи помогали «Свободе» приблизительно с 2009 года и привели в 2012 к ее наилучшему результату на выборах. После победы Евромайдана и начала войны с Россией Партия Регионов, оказывавшая тайную поддержку «Свободе», исчезла. Бо́льшая часть зарубежных ультраправых партий-партнеров «Свободы» открыто выступили с поддержкой Путина, став для украинских националистов источником позора.
В 2013 году исследователь национализма Антон Шеховцов отмечал, что наличие ультраправых партий в Украине является показателем её демократичности, и в то же время ограничивает её демократическое развитие. Партия «Свобода» способствует разделению украинского сообщества и ослабляет демократические силы Украины.
В 2018 году, по сообщению международной организации Freedom House, на Украине активно действует множество[уточнить] хорошо организованных ультраправых группировок. Кроме этого, почти все националистические партии Украины приняли на вооружение идеи украинского этнического национализма, социального консерватизма, антикоммунизма и антимигрантскую риторику. Отчет организации заключает, что ультраправые радикалы и экстремисты не имеют значительного политического веса и возможности получить власть в Украине.
В 2019 году на страницах международного журнала «The Nation» была выражена обеспокоенность в связи с радикализацией ультраправых движений на Украине и возрастанием уровня ультраправого насилия. Оно сопровождается неонацистскими погромами цыганских общин, нападениями на ЛГБТ-активистов и прославлением нацистских коллаборантов, которое проводится при поддержке государства. При этом подчёркивается, что сведения о мрачных сторонах украинского национализма имеют своим источником уважаемые западные организации, например Центр Симона Визенталя, Всемирный еврейский конгресс, Human Rights Watch, Amnesty International и Freedom House. В частности, представители Freedome House выражают обеспокоенность тем, что после событий Евромайдана крайне правые установки получили оправдание в глазах украинского социума; если в первые 20 лет независимости украинские праворадикалы были бесспорными маргиналами в обществе, то сейчас ситуация изменилась. При этом, уже не вызывает сомнений то, что правофланговые националисты и экстремисты представляют собой угрозу для демократического развития общества. Пользуясь всеми свободами, которые предоставляет демократия, они отвергают её основные ценности. Беспокойство вызывает также сближение украинских ультраправых радикалов и государственных структур, что особенно заметно на примере украинских силовых органов. Британский политолог Р. Саква в этом контексте указывает, что Национальная гвардия Украины набиралась в основном именно из членов ультраправых партий и бойцов Самообороны Майдана. Это дало возможность удалить вооружённых активистов от центра Киева и из западных городов страны. Однако, созданные из них формирования продолжают испытывать проблемы с дисциплиной и относятся к юго-восточным регионам страны как к завоёванным территориям, регулярно проявляя жестокость к гражданскому населению. При этом имевшие место случаи противостояния между ультраправыми группировками и органами охраны правопорядка показали неприемлемую пассивность последних, когда дело касалось подавления беззакония, расследования и привлечения виновных к ответственности.

## 2004 — Оранжевая революция
Несмотря на культурные различия, этническое разделение в Украине относительно мало. Украинцы не были враждебно настроены к России и к россиянам до начала скрытой агрессии России против Украины в 2014 году. Даже после начала российско-украинской войны ультраправые партии не использовали антагонизм к россиянам в качестве своего политического послания для привлечения избирателя. С середины 2000-х годов количество и серьезность преступлений на почве ненависти в Украине уменьшалось. Так, в 2007 году — наихудшем до 2014 года по нападениям на почве ненависти — Украина зарегистрировала 88 нападений с 6 смертями на почве ненависти, в то время как в России в том же году было 625 пострадавших и 94 смерти из-за нападений ультранационалистов. Одним из факторов этого являлось небольшое число неонацистских активистов в Украине, по сравнению с Россией с ее большим количеством молодых расистов. Так, согласно одной оценке, численность «организованных неонацистских скинхедов в Украине в 2008 году не превышала двух тысяч, в то время как в России оценки колеблются от двадцати тысяч до семидесяти тысяч членов фашистских скинхедских групп».
После украинской Оранжевой революции 2004 года российские пресса и власти стали все больше называть Украину «фашистским государством», несмотря на то, что ультраправые партии в независимой Украине оставались слабыми, а среди украинской власти не было «фашистов». Основная политическая борьба в Украине 1991—2014 годов шла между национал-демократами и пророссийскими партиями.

## 2014 — Евромайдан

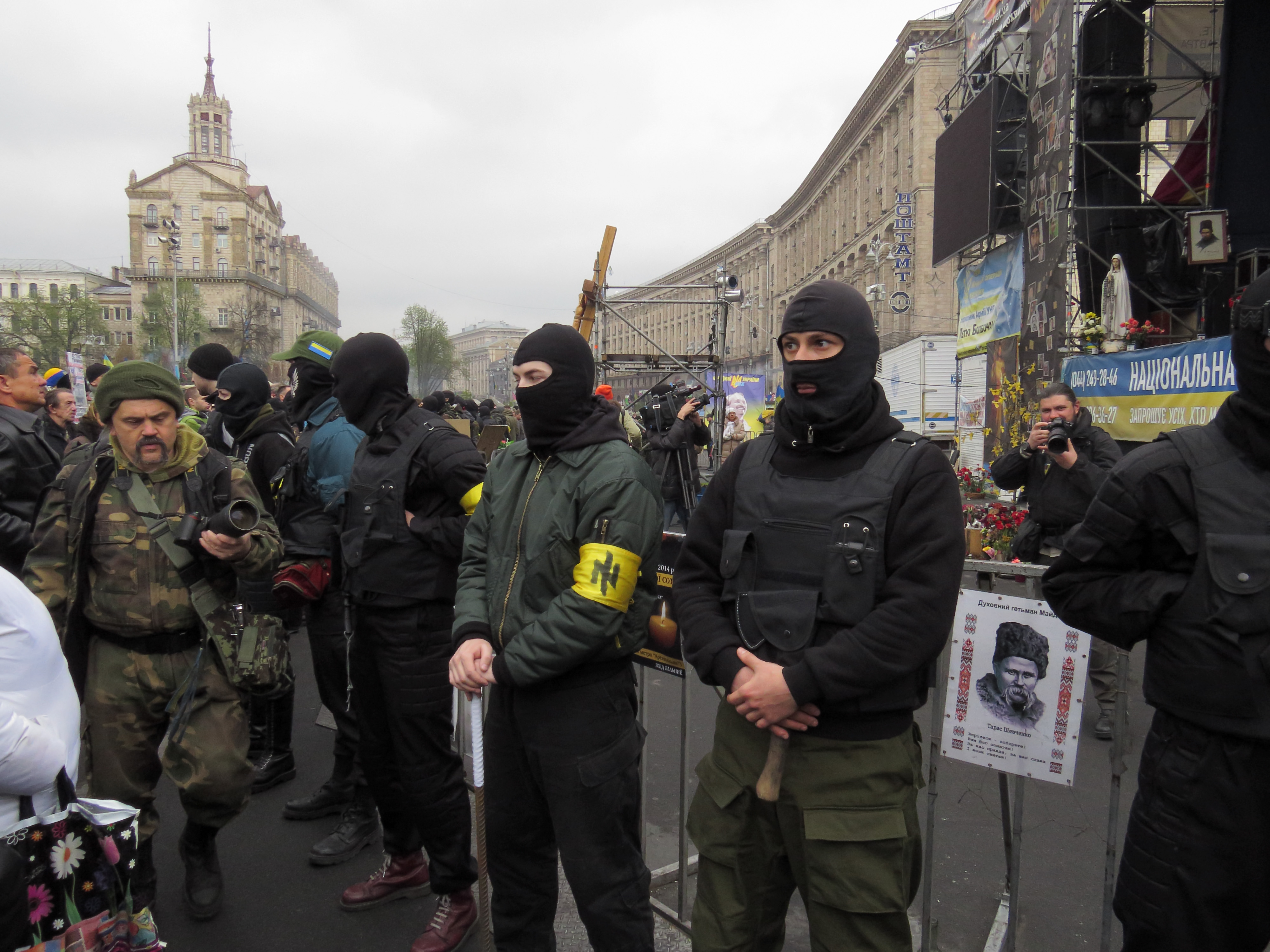
Украинские радикалы «Правого сектора» на Майдане Незалежности. 2014 год

Вопрос предполагаемого влияния ультраправых в Украине стал особенно политизированным во время Евромайдана — украинской революции 2013—2014 годов. Радикально правые популистское движение «Свобода» и «Правый Сектор» получили несоразмерно большое внимание в СМИ России, а также на Западе. Евромайдан, «Свободу» и Правый Сектор россияне видели «неонацистскими». Влияние этих движений на Украину с тех пор изображается преувеличенным в гос. СМИ России, а также в материалах некоторых западных журналистов. Эти движения присутствовали на Евромайдане, однако не преобладали: в 2014 году «Свобода» участвовала в 18 % демонстраций и Правый Сектор в 6 %. Ультраправым в Украине не удалось создать стабильные структуры, они находятся на периферии с 1991 года, когда Украина стала независимой, не представлены в парламенте и не имеют существенного влияния на власть. Праворадикальные партии редко когда получали более 3 % голосов избирателей и получали всего несколько мест в одномандатных округах. Никогда ультраправый кандидат в президенты не получал более 5 %. Одной из причин низкой популярности ультранационалистов было то, что они стремились не объединить общество, но разъединить его, используя антироссийскую и антиеврейскую риторику. Такие ориентированные на этническую принадлежность послания оказались непопулярными, так как антагонизм между украинцами, русскими и евреями в Украине относительно низок.
С другой стороны, низкая популярность проукраинских националистических формирований контрастирует с популярностью, полученной пророссийскими националистическими группами, которые использовали десятилетия советской пропаганды и русификации в свою пользу.
Во время Евромайдана вышли на поверхность некоторые ультранационалистические активисты и организации, ранее не принимавшие участие в политической жизни страны. Они объединились, в 2013 году сформировав «Правый сектор» — партию и анти-Российскую «милицию». Образовалась небольшая коалиция из активистов организаций «Тризуб», «Патриот Украины», УНА-УНСО, «Социал-национальная ассамблея», С14 и «Белый молот». Оценки того, насколько эти группы можно считать неонацистскими, ксенофобными или антисемитскими, разнятся. Андреас Умланд и Антон Шеховцов утверждают, что на момент создания «Правый сектор» объединял частично ультраконсервативные, частично неонацистские экстремистские группы.
Российские спецслужбы в рамках «скрытых операций», или «активных мероприятий», помогали развитию и публичности маргинальных ультраправых групп в Украине и использовали их для того, чтобы скрытно продвигать российские нарративы и интересы, в то время как Россия с той же целью оказывала политическое давление, одновременно отрицая всякие связи с украинскими ультраправыми.
Ультраправые радикалы, в том числе неонацисты по собственному признанию, участвовали в конфликте с Россией, переросшем в войну. Они сыграли роль в первые месяцы конфликта весной и летом 2014 года, но их роль часто переоценивается. Более серьезное влияние в политическом и военном смысле оказали праворадикалы, используемые Россией на стороне сепаратистов в Донецке и Луганске. Со временем их роль уменьшилась с обеих сторон.
К концу 2014 года ультраправые откатились обратно на задворки политической жизни Украины, где они были почти на всем протяжении независимой Украины. Однако в контролируемых Россией ДНР и ЛНР власть приняла право-консервативное направление, и использует ксенофобию в своей идеологии и посланиях.
Члены партии «Свобода» использовали вариант символа «Вольфсангель» с эмблемы немецкой дивизии СС «Рейх»[значимость факта?]. В середине 2000-х партия прекратила использование этого логотипа и приняла более нейтральный и украинизированный символ, изображающий одновременно трезубец (герб Украины) и победу.
Официальной идеологией Социал-национальной партии Украины (СНПУ) был социал-национализм, представляющий собой отсылку к Организации украинских националистов. Символ СНПУ напоминает зеркальное отражение символа Вольфсангель, который распространён среди европейских неонацистских организаций и использовался некоторыми подразделениями СС.
Как пишет журналист Лев Голинкин, проявлениями тенденции можно считать погромы цыган, антисемитские инциденты, нападения на сторонников феминизма и активистов ЛГБТ-сообществ. Кроме акций насилия, процесс эскалации общественных настроений сопровождался установлением запретов на книги, давлением на местную прессу, постепенным введением ограничений личных свобод граждан (см. права человека на Украине) и героизацией нацистских коллаборационистов, которая спонсируется украинским государством. Острота этой проблемы была отражена в публикациях Всемирного еврейского конгресса, Центра Симона Визенталя, Human Rights Watch, Amnesty International и Freedom House.
Ряд украинских неправительственных организаций обращает внимание на то, что такая активность ставит под угрозу проведение санкционированных митингов и общественных собраний, посвящённых многим политически спорным вопросам, например, антивоенным выступлениям, правам членов ЛГБТ-движения и т. п.
Помимо этого, насилие в символической форме вандализма также делает своей целью общественные институты и мемориальные объекты, связанные с национальными меньшинствами: польское военное кладбище на Волыни, памятники жертвам Холокоста, памятники венгерскому национальному и культурному наследию в Закарпатье и церкви, принадлежащие Русской православной церкви Московского патриархата. Серия жестоких нападений сразу в нескольких украинских городах во время демонстраций марта 2018 года заставила организацию Amnesty International выступить с необычайно жёстким заявлением о том, что украинская власть быстро теряет свою монополию на насилие.
По заключению Freedom House, всё это сопровождается насаждением атмосферы страха, которая резко усилилась после нападения националистов из радикальной группировки C14 на киевского антивоенного деятеля Станислава Сергиенко. При этом во многих случаях нападающие редко получают наказание за совершение своих преступлений, а украинская полиция предпочитает брать под стражу не их, а мирных демонстрантов. Более того, группировка C14 заключила с Киевской городской администрацией соглашение, по которому националисты организовали «муниципальную стражу» для контроля за улицами столицы. В Киеве появились сразу три таких подразделения и как минимум 21 в других городах Украины.
В 2010-е годы на базе общих воззрений украинские радикалы активно взаимодействовали с правофланговыми партиями других стран. Например, Украинская национальная ассамблея сотрудничает с ультраправой Национал-демократической партией Германии, а партия «Свобода» является членом Альянса европейских национальных движений. Накал патриотического настроя в связи с развитием вооружённого конфликта на востоке страны совпал с очевидным возрастанием уровня ненависти в публичном дискурсе и уровня насилия, направленного на уязвимые части украинского общества (например, на ЛГБТ-сообщество). Выводы этих наблюдений были поддержаны исследовательскими результатами Совета Европы в 2018 году.
В 2014 году членами неонацистских «Патриота Украины» и «Социал-национальной ассамблеи» был создан батальон «Азов». Участие Азова в отражении российской агрессии дало им возможность позиционироваться как защитники Родины. В 2018 году исследователи говорили об опасениях по поводу возможного развития неонацизма на Украине, в связи с тем, что командир «Азова», Андрей Билецкий, был избран депутатом Верховной рады Украины, а его заместитель, бывший неонацистский активист Вадим Троян, стал исполняющим обязанности начальника Национальной полиции Украины.
В 2017 году исследователи оценивают антисемитизм в Украине как имеющий небольшую поддержку: в президентских выборах 2014 года кандидат-еврей и с двойным украинским и израильским гражданством Вадим Рабинович набрал больше голосов, чем кандидаты от «Свободы» и Правого Сектора вместе взятые.
По утверждению многих аналитиков, в 2018 году прямое противостояние Петра Порошенко с Арсеном Аваковым могло закончиться не в пользу президента, тем более тот часто подвергался угрозам со стороны украинских ультранационалистов, которые даже призывали к революции. Вполне возможно, что именно это заставляло главу государства терпеть своего министра внутренних дел, так как только он способен держать группировки экстремистов в узде.

## Обвинения в неонацизме как оправдание для вторжения в 2022 году
В качестве оправдания вторжения на Украину 24 февраля 2022 года президент России Владимир Путин использовал не соответствующее действительности представление Украины как неонацистского государства.
Ведущие мировые исследователи истории Второй мировой войны, Холокоста, геноцида и нацизма (Джаред Макбрайд, Франсин Хирш, Тимоти Снайдер, Омер Бартов, Кристоф Дикман и другие) опубликовали в еженедельной газете Jewish Journal заявление, указывающее на «некорректность риторики о неонацизме» и подписанное почти 150 историками. Действия Владимира Путина в нём названы «циничным злоупотреблением термином „геноцид“, памятью о Второй мировой войне и о Холокосте, призванным приравнять Украину к нацистскому режиму и оправдать агрессию России в её адрес». Текст в Jewish Journal гласит, что авторы не намерены идеализировать украинские государство и общество и замечают в нём отдельные элементы ксенофобии, как и в любом государстве, однако это не оправдывает российскую агрессию в отношении Украины. Как отмечает издание The Washington Post, «риторика борьбы с фашизмом глубоко резонирует в России, которая принесла огромные жертвы в борьбе с нацистской Германией во Вторую мировую войну».
Русская служба Би-би-си отмечает, что «хотя на Украине имеются отдельные военизированные радикальные группировки вроде полка „Азов“, никакой широкой поддержки у ультраправой идеологии нет ни в правительстве, ни в армии, ни на выборах: так, в ходе парламентских выборов 2019 года ультраправые националистические партии не сумели получить ни одного места в 450-местной Верховной раде. Кроме этого, на территории Украины с 2015 года действует закон «Об осуждении коммунистического и национал-социалистического (нацистского) тоталитарных режимов в Украине и запрете пропаганды их символики» и есть примеры привлечения неонацистов к уголовной ответственности.
Отдельную критику от президента Украины Владимира Зеленского вызвало намерение президента России Владимира Путина «денацифицировать» страну, поскольку его родственники стали жертвами Холокоста. Политолог Андреас Умланд по этому поводу отмечает, что русскоязычный еврей Зеленский с большим отрывом выиграл президентские выборы 2019 года, в то время как его оппонентом был украинец. Мемориальный музей жертв Холокоста в Освенциме выступил с решительным протестом по поводу обвинений Зеленского в неонацизме.
Более 300 учёных-историков из разных стран подписали заявление против попытки приравнять украинское государство к нацистскому режиму. С критикой риторики Путина о «денацификации» выступили Мемориальный музей жертв Холокоста в Освенциме, Мемориальный музей Холокоста в Вашингтоне, Международная ассоциация исследователей геноцида и Объединённая еврейская община Украины.
«Украинские нацисты» стали центральной темой российской пропаганды войны с Украиной. До полномасштабного вторжения в Украину российские СМИ лишь изредка обвиняли украинцев в нацизме. Но 24 февраля 2022 года, в день вторжения, частота таких обвинений многократно увеличилась, и с тех пор остаётся на высоком уровне. Российские интернет-пресса и блоги начали беспрецедентную кампанию оправданию российского вторжения с помощью создания ложной картины Украины как захваченной ультраправыми экстремистами. 10 — 20 % российских статей про Украину упоминали нацизм. Оправдание российских преступлений в Буче с помощью обвинений украинцев в нацизме помогает россиянам преодолеть возникающие внутренние противоречия, и поддержка войны среди россиян остается высокой.

## Официальное отношение к нацизму
С 2014 по 2021 годы Украина традиционно голосовала против принятия Резолюции ГА ООН о недопустимости определённых видов практики, способствующих расизму, объясняя свою позицию опасением, что резолюция — в предлагаемой форме — может привести к ограничению свободы слова и отказалась поддерживать её «до тех пор, пока сталинизм и неосталинизм не будут осуждаться в равной степени, как и нацизм, неонацизм и другие формы нетерпимости».
В 2015 году на Украине был принят закон об осуждении коммунистического и национал-социалистического (нацистского) тоталитарных режимов на Украине и запрет пропаганды их символики. При этом в законе не идет речь о запрете неонацизма и его символов — стилизованных форм свастики и рун. На Украине также принят закон о предотвращении и противодействии антисемитизму и об уголовной ответственности за антисемитизм. Украинские и зарубежные эксперты отмечали, что Закон об осуждении коммунистического и нацистского режимов применялся на территории Украины несимметрично.

## Уровень антисемитизма
По данным Конгресса национальных общин Украины и Группы мониторинга прав национальных меньшинств, уровень ксенофобии и насилия на расовой основе на Украине значительно упал, за исключением регионов Восточной Украины. Однако в докладе израильского министра по делам диаспоры Н. Беннета указано, что в 2017 году количество антисемитских инцидентов, включая десятки актов вандализма в музеях, синагогах и на мемориалах, по Украине удвоилось. Из этих данных следует, что 2017 год стал вторым годом, когда Украина стала лидером среди всех стран бывшего СССР по числу антисемитских происшествий, а в некоторых публикациях указывается, что Украина превосходит все страны бывшего СССР вместе взятые. Среди других проявлений украинской юдофобии были также упомянуты антисемитская пропаганда в публичном дискурсе, осквернение еврейских кладбищ и мест памяти Холокоста и т. п. при отсутствии эффективной реакции властей.
По данным опросов PEW research, Украина имеет самый низкий уровень антисемитизма в Восточной Европе. Как заявил главный раввин Украины Яков Блайх, мифы о вездесущем фашизме и национализме на Украине не соответствуют действительности, подтверждением чего является избрание этнического еврея (В. А. Зеленского) президентом Украины. При этом кандидат от ультраправых сил набрал лишь 1,6 % голосов.

## В российской пропаганде
Президент России Владимир Путин и российская пресса для оправдания агрессии РФ против Украины использовали ложный тезис приравнивания Украины, украинцев и украинской армии к «нацизму» или к «фашизму». Фашизм никогда не был весомым компонентом в истории Украины, также как правительство президента Владимира Зеленского или украинцы не являются «нацистами» или «фашистами». Характеризация украинского общества и политических структур как нацистских или фашистских не соответствует действительности; хотя украинский политический ландшафт включает разнообразные политические группы, включая праворадикальные организации, они, в сравнении с аналогичными группами в других странах, имеют ограниченное влияние.
Некоторые западные исследователи, по мнению политолога Тараса Кузьо, аналогично советской пропаганде, притеснявшей национальные движения, приравняли украинских националистов к нацистам. Эксперт пишет, что в СССР и России тот, кто поддержал независимость Украины и выразил несогласие с интеграцией Украины в «русский мир», называется украинским националистом.
Для продвижения тезиса об «нацизме на Украине» из Президентского фонда культурных инициатив было выделено около 1,6 миллиарда рублей. В рамках концепции в городах России проводятся выставки «Обыкновенный нацизм», с демонстрацией трофеев, захваченных в ходе вторжения на Украину.

## Перечень организаций и политических партий

### Действующие
- «Свобода» (с 1991 по 2004 — «Социал-национальная партия Украины»; с 1991)[102][103][104];
- Конгресс украинских националистов (с 1992)[105][106];
- Украинский Национальный Союз (с 2009)[107];
- Правый Сектор (с 2013)[108][109][110][111];
- Национальный корпус (с 2015 по 2016 — «Патриот Украины», с 2015)[112][113];

### Прекратившие существование
- Державная самостийность Украины
- Социал-национальная ассамблея (2007—2015)[111][114];